# René Coddou
René Coddou Ortíz (Concepción, 3 de septiembre de 1878 - Santiago, 12 de mayo de 1952) fue un médico cirujano especializado en pediatría,  conocido por ser uno de los miembros fundadores de la Universidad de Concepción y del Hospital Clínico en 1917 junto a su hermano Alberto.

## Biografía
Fue uno de los hijos menores del matrimonio formado por Francisco Javier Coddou Trotobas -un empresario hotelero de Penco, de origen francés- y Beatriz Ortiz Ojeda, y hermano del abogado Alberto Coddou, primer decano de la Facultad de Ciencias Jurídicas y Sociales de la Universidad de Concepción. Realizó sus estudios primarios y secundarios en el Liceo de Concepcíón e ingresa a estudiar Medicina a la Universidad de Chile, obteniendo su título de médico cirujano en el año 1901. Posteriormente, entre 1904 y 1906 se especializa en Pediatría en la Universidad de la Sorbonne, Francia, realizando su práctica en Sudáfrica.
En 1909 asume como médico jefe de la Empresa de Ferrocarriles del Estado, tercera zona. Más tarde, asume como médico jefe de la Red Nacional de Ferrocarriles del Estado.
Desde 1914 ejerció como médico en el Hospital San Juan de Dios de Concepción, del cual fue su director entre los años 1937 a 1944, periodo en el cual debió enfrentar la crisis sanitaria provocada por el Terremoto de 1939 y la reconstrucción del Hospital Clínico, debiendo instalarse provisoriamente en las Escuelas de Derecho y Educación de la Universidad de Concepción. 
Fue miembro del Club Concepción desde 1904, y de varias instituciones de bien público, como la Junta de Beneficencia de Concepción y la Sociedad de Empleados del Comercio, en cuya institución atendía gratuitamente a sus socios.  
El 12 de abril de 1914 contrajo matrimonio con Raquel Gallardo Rossi, con quien tuvo 2 hijas: Raquel y Eliana.
Don René Coddou Ortiz falleció en Santiago el 12 de mayo de 1952, y sus restos se encuentran en el Cementerio General de Santiago. Con motivo de su muerte, en la revista “Boletín” expresaron sobre su persona lo siguiente:"Poseedor de un espíritu de amplia cultura humanista, siempre atento de los problemas de la vida cívica nacional. Con su acendrado espíritu público, con su dignidad y honestidad, habría desempeñado con singular eficiencia altos cargos de la administración pública. El país no supo aprovechar la preparación y el talento del doctor Coddou, quién vivía ajeno a los círculos políticos.